# Костел Богоматері Ченстоховської
Костел Богоматері Ченстоховської (пол. Kościół parafialny P.W. Matki Boskiej Królowej Polski) —  римо-католицький костел, розташований у центральній частині селища Великий Любінь (Городоцький район, Львівська область).

## Історія
Як це не дивно, але до ХХ століття Великий Любінь не мав ні власної римо-католицької парафії, ні постійно діючого храму. В другій половині ХІХ ст. , поруч зведених при Костянтині Бруницькому будівель курорту, постала нова курортна каплиця. Це була невелика, мурована будова в неороманському стилі, однонавова, з напівкруглою апсидою. На початку ХХ ст. регулярні богослужіння в каплиці відбувалися лише влітку. Навесні та восени священники з Городка приїздили до Любеня що два тижні, а взимку бували зрідка. Тож римо-католики у цей період ходили до греко-католицької церкви.
Лише на початку ХХ століття постало питання про спорудження костелу у містечку. У 1905 році Адольф Бруницький прохав курію про скерування священика до Любеня, пропонуючи останньому помешкання та 1000 корон річних. Листування з цієї справи тривало декілька років і скінчилося у 1912, підписанням угоди згідно з якою до Любеня скерували ксьондза-експозита, який обслуговував не лише поселення, а й довколішні села. Ще одним завданням експозита було розпочати будівництво костелу у Любені Великому. Задля цього перший любінський експозит, ксьондз Лукаш Войтович в липні 1914 року придбав земельну ділянку для побудови костелу. Було це «гарне місце, далеко від залізниці, яке при спорудженні костелу проявило би польський характер Любеня Великого». Будову храму розпочали того ж року, але плани спорудження зруйнував початок Першої світової війни. Після закінчення останньої побудову костелу було відкладено до “кращих часів”, оскільки Бруніцький залучив усі засоби в ремонт оздоровниці, а значна частина мешканців Любеня змушена була відбудовувати свої помешкання.
У 1923 року у Великому Любені єпископом Болеславом Твардовським таки була створена римо-католицька парафія. А у 1930-му розпочалися роботи зі спорудження костелу. Кошти на побудову, окрім місцевих парафіян,  надали столична курія, Адольф Бруницький та його донька Марія.
2 лютого 1932 року збудований за проектом Лаврентія Дайчака храм під титулом Богоматері Королеви Польщі освятив все той же Твардовський, на той час вже архієпископ. Костел на той час навіть не був добудований – у ньому все ще тривали оздоблювальні роботи.
Добудова та оснащення храму й надалі продовжувались дуже повільно. Грошей катастрофічно не вистачало. Станом на 1937 рік в храмі був лише тимчасовий вівтар і мінімально необхідне оснащення. Римо-католики все ще продовжували використовувати курортну каплицю. Між тим наближалася Друга світова війна і прихід радянської влади.
За радянських часів костел був закритий. Його стали використовувати як склад для зберігання зерна, а пізніше як гараж сільськогосподарської техніки.
Напередодні проголошення Незалежності України у влади виникли плани переобладнати споруду під музей, були прийняті навіть відповідні рішення, але зроблено так нічого й не було. А у 1992 році костел було повернуто римо-католикам. Костел був повторно освячений у вересні 1992 року, отримавши ім`я Богоматері Ченстоховської.

## Світлини

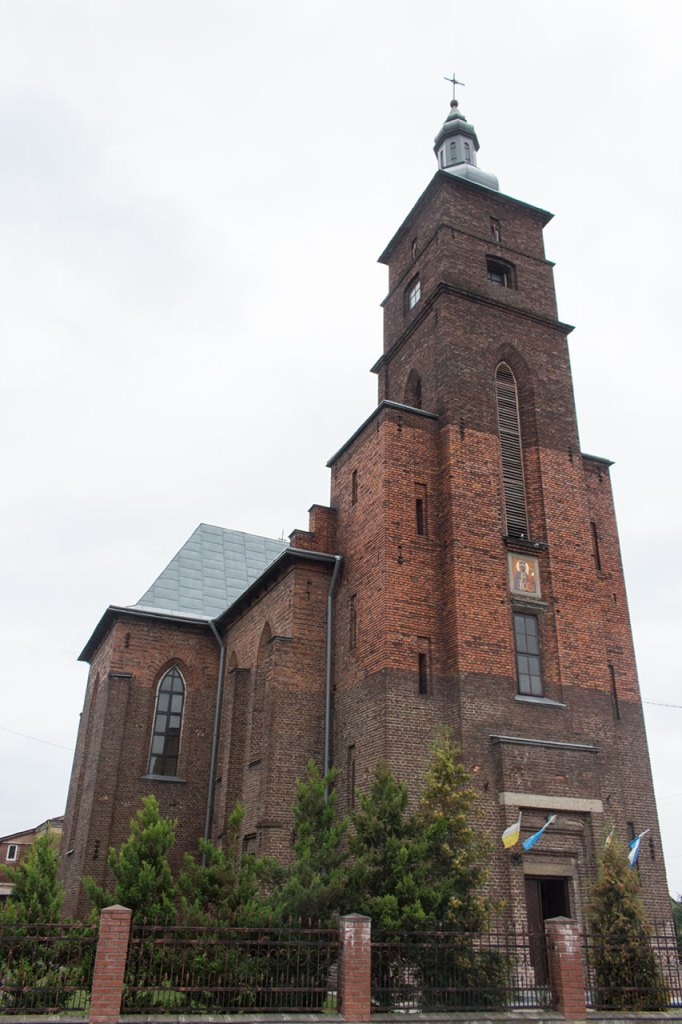
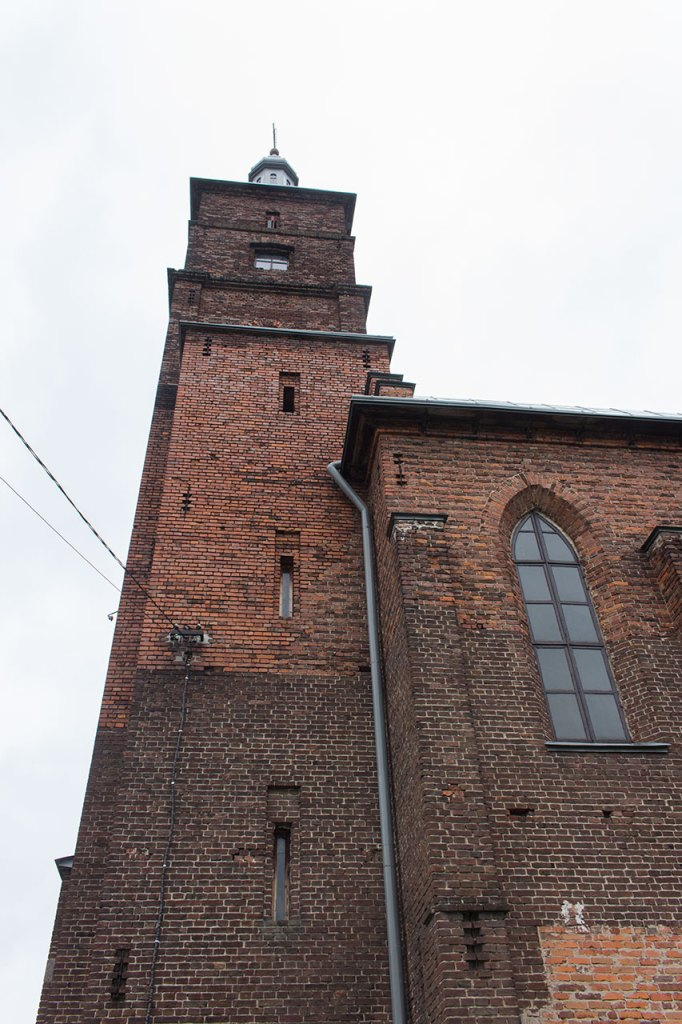
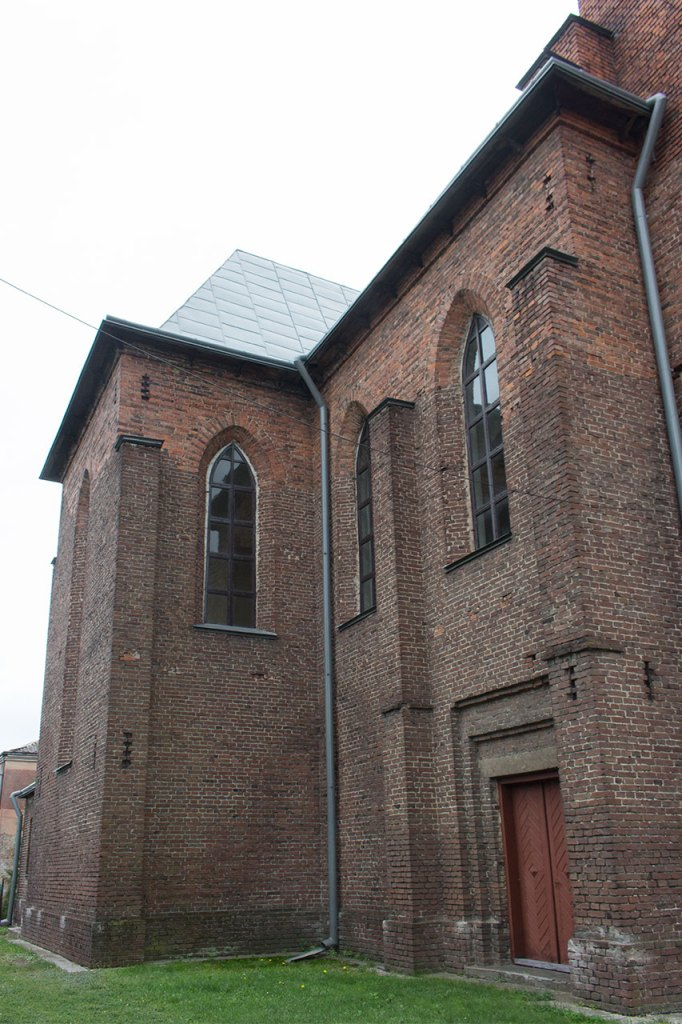
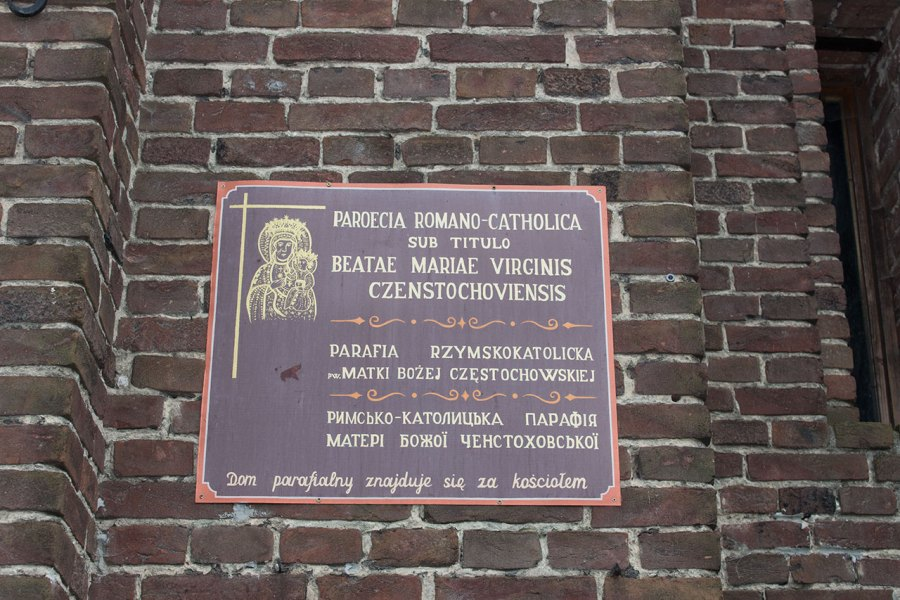
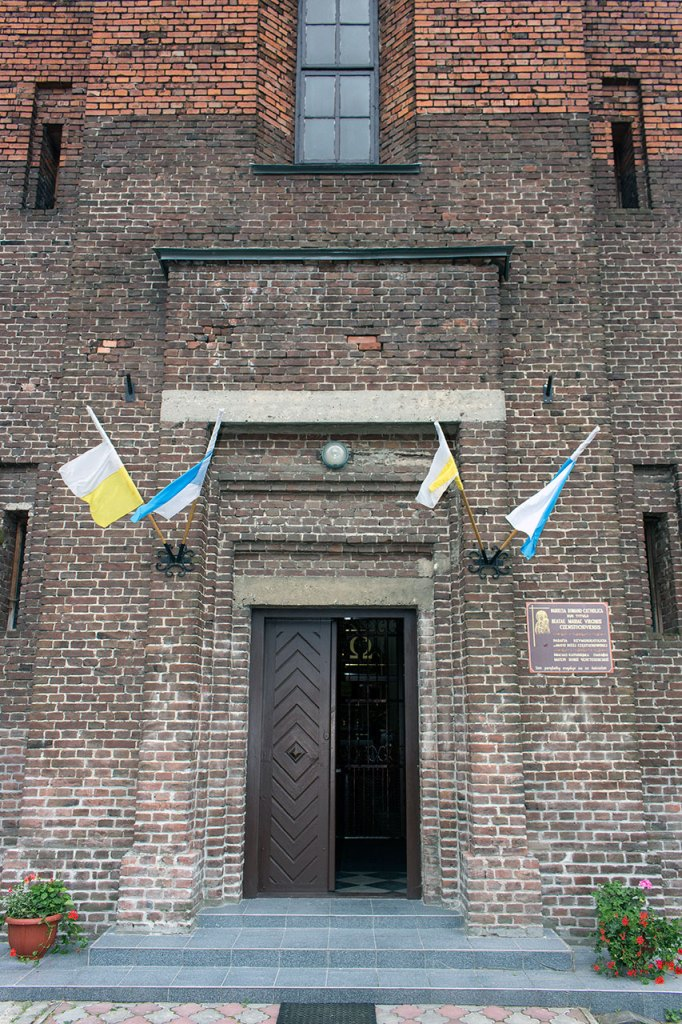